# کوه سراکوه پایین
کوه سراکوه پایین، روستایی از توابع شهر اتاقور (اطاقور )شهرستان لنگرود در استان گیلان ایران است.

## جمعیت
این روستا در شهر اتاقور (اطاقور )قرار دارد و براساس سرشماری مرکز آمار ایران در سال ۱۳۸۵، جمعیت آن ۳۲ خانوار بوده‌است.